# Jaślany
Jaślany is een dorp in de Poolse woiwodschap Subkarpaten. De plaats maakt deel uit van de gemeente Tuszów Narodowy.